# Zmodem
Lo Zmodem, ZMODEM o ZModem, è un protocollo di trasmissione di file a 8 bit sviluppato nel 1986 dalla Telenet Inc. per superare i limiti del precedente Xmodem.
Introduceva una tecnica che fa uso di particolari strutture predefinite con le quali i due terminali della trasmissione possono scambiarsi diverse informazioni oltre ai dati stessi, ad esempio inviarsi comandi di trasferimento o di modifica dei parametri di trasferimento.